# Des Arc (Arkansas)
 For alternative betydninger, se Des Arc. (Se også artikler, som begynder med Des Arc)
Des Arc er en amerikansk by og administrativt centrum for det amerikanske county Prairie County i staten Arkansas. I 2000 havde byen et indbyggertal på 1.933.
34°58′32″N 91°30′2″V / 34.97556°N 91.50056°V